# FIFA Futsal World Cup 2016
L'ottava edizione della FIFA Futsal World Cup si è svolta in Colombia dal 10 settembre al 1º ottobre 2016.

## Squadre partecipanti
| Pr. | Squadra        | Data di qualificazione certa | Confederazione | Partecipante in quanto                                         | Ultima presenza |
| --- | -------------- | ---------------------------- | -------------- | -------------------------------------------------------------- | --------------- |
| 1   | Colombia       | 28 maggio 2013               | CONMEBOL       | Rappresentativa della nazione organizzatrice della fase finale | Thailandia 2012 |
| 2   | Brasile        | 12 febbraio 2016             | CONMEBOL       | Vincitrice del Torneo sudamericano di qualificazione           | Thailandia 2012 |
| 3   | Argentina      | 12 febbraio 2016             | CONMEBOL       | 2ª classificata nel Torneo sudamericano di qualificazione      | Thailandia 2012 |
| 4   | Paraguay       | 13 febbraio 2016             | CONMEBOL       | 3ª classificata nel Torneo sudamericano di qualificazione      | Thailandia 2012 |
| 5   | Isole Salomone | 13 febbraio 2016             | OFC            | Vincitrice dell'OFC Futsal Championship 2016                   | Thailandia 2012 |
| 6   | Iran           | 17 febbraio 2016             | AFC            | Vincitrice dell'AFC Futsal Championship 2016                   | Thailandia 2012 |
| 7   | Uzbekistan     | 17 febbraio 2016             | AFC            | 2ª classificata nell'AFC Futsal Championship 2016              | Esordiente      |
| 8   | Thailandia     | 17 febbraio 2016             | AFC            | 3ª classificata nell'AFC Futsal Championship 2016              | Thailandia 2012 |
| 9   | Vietnam        | 17 febbraio 2016             | AFC            | 4ª classificata nell'AFC Futsal Championship 2016              | Esordiente      |
| 10  | Australia      | 19 febbraio 2016             | AFC            | 5ª classificata nell'AFC Futsal Championship 2016              | Thailandia 2012 |
| 11  | Spagna         | 12 aprile 2016               | UEFA           | Vincitrice dello spareggio 1                                   | Thailandia 2012 |
| 12  | Ucraina        | 12 aprile 2016               | UEFA           | Vincitrice dello spareggio 2                                   | Thailandia 2012 |
| 13  | Kazakistan     | 12 aprile 2016               | UEFA           | Vincitrice dello spareggio 3                                   | Guatemala 2000  |
| 14  | Portogallo     | 12 aprile 2016               | UEFA           | Vincitrice dello spareggio 4                                   | Thailandia 2012 |
| 15  | Russia         | 12 aprile 2016               | UEFA           | Vincitrice dello spareggio 5                                   | Thailandia 2012 |
| 16  | Azerbaigian    | 12 aprile 2016               | UEFA           | Vincitrice dello spareggio 6                                   | Esordiente      |
| 17  | Italia         | 13 aprile 2016               | UEFA           | Vincitrice dello spareggio 7                                   | Thailandia 2012 |
| 18  | Marocco        | 22 aprile 2016               | CAF            | Vincitrice della Coppa d'Africa                                | Thailandia 2012 |
| 19  | Egitto         | 22 aprile 2016               | CAF            | 2ª classificata della Coppa d'Africa                           | Thailandia 2012 |
| 20  | Mozambico      | 24 aprile 2016               | CAF            | 3ª classificata della Coppa d'Africa                           | Esordiente      |
| 21  | Costa Rica     | 10 maggio 2016               | CONCACAF       | Vincitrice del CONCACAF Futsal Championship 2016               | Thailandia 2012 |
| 22  | Panama         | 10 maggio 2016               | CONCACAF       | 2ª classificata nel CONCACAF Futsal Championship 2016          | Thailandia 2012 |
| 23  | Guatemala      | 10 maggio 2016               | CONCACAF       | 3ª classificata nel CONCACAF Futsal Championship 2016          | Thailandia 2012 |
| 24  | Cuba           | 10 maggio 2016               | CONCACAF       | 4ª classificata nel CONCACAF Futsal Championship 2016          | Brasile 2008    |

## Fase finale

### Scelta della sede
La scelta della sede è stata annunciata il 28 maggio 2013 dal Comitato Esecutivo della FIFA. La Colombia ha battuto le candidature di Repubblica Ceca, Francia, Iran, Porto Rico e Spagna.

### Stadi
Le 4 sedi di gioco sono state confermate l'11 novembre 2013. Un'ispezione a gennaio 2016 ha tuttavia visto la rimozione del Palazzetto di Ibagué.
| Cali Bucaramanga Medellín | Cali              | Bucaramanga          | Medellín               |
| ------------------------- | ----------------- | -------------------- | ---------------------- |
| Cali Bucaramanga Medellín | Coliseo El Pueblo | Coliseo Bicentenario | Coliseo Iván de Bedout |
| Cali Bucaramanga Medellín | Capienza: 18.000  | Capienza: 8.000      | Capienza: 6.000        |
| Cali Bucaramanga Medellín |                   |                      |                        |

### Mascotte
La mascotte ufficiale dell'evento è stata svelata il 19 aprile 2016.
Consiste in un orso dagli occhiali che indossa una maglietta gialla e dei pantaloncini blu.

### Copertura televisiva
| Nazione | Emittenti in chiaro | Emittenti a pagamento |
| ------- | ------------------- | --------------------- |
| Italia  |                     | Eurosport             |

### Sorteggio dei gruppi
Il sorteggio dei gruppi si è svolto il 18 maggio 2016 alle 18:00 (UTC-5) presso la Plaza Mayor di Medellín.
| Urna 1                                                      | Urna 2                                                         | Urna 3                                                                   | Urna 4                                                               |
| ----------------------------------------------------------- | -------------------------------------------------------------- | ------------------------------------------------------------------------ | -------------------------------------------------------------------- |
| - Colombia - Brasile - Spagna - Italia - Argentina - Russia | - Iran - Ucraina - Portogallo - Paraguay - Egitto - Costa Rica | - Isole Salomone - Thailandia - Marocco - Panama - Guatemala - Australia | - Cuba - Mozambico - Kazakistan - Azerbaigian - Uzbekistan - Vietnam |

## Fase a gironi

### Gruppo A
| Pos. | Squadra    | Pt | G | V | N | P | GF | GS | DR  |
| ---- | ---------- | -- | - | - | - | - | -- | -- | --- |
| 1.   | Portogallo | 7  | 3 | 2 | 1 | 0 | 15 | 2  | +13 |
| 2.   | Colombia   | 5  | 3 | 1 | 2 | 0 | 8  | 7  | +1  |
| 3.   | Panama     | 3  | 3 | 1 | 0 | 2 | 6  | 14 | -8  |
| 4.   | Uzbekistan | 1  | 3 | 0 | 1 | 2 | 5  | 11 | -6  |

| Arbitri: | Mohamed Hassan Hassan Ahmed Youssef Khalid Hnich Adalbert Diouf |

|                |           |                                                |
| Anorov 38'17'’ | Marcatori | 15'57'’ Castrellón 29'34'’ De León 35'33’ Mena |

| Arbitri: | Fernando Gutierrez Lumbreras Daniel Rodriguez Chris Colley |

|                 |           |                  |
| Angellot 0'29'’ | Marcatori | 40'00'’ Cardinal |

| Arbitri: | Cedric Pelissier Carlos Gonzalez Fernando Gutierrez Lumbreras |

|  |           | |
|  | Marcatori | 0'12'’, 7'08'’, 10'55'’, 16'16'’, 16'30'’, 21'20'’ Ricardinho 4'30'’, 9'21'’ Cardinal 17'46'’ Miguel Ângelo |

| Arbitri: | Ondrej Cerny Alessandro Malfer Pascal Lemal |

|                                         |           |                                                |
| Abril 17'43'’ Angellot 36'07'’, 39'47'’ | Marcatori | 4'39'’ Anorov 14'25'’ Irsaliev 27'43'’ Elibaev |

| Arbitri: | Sasa Tomic Chris Colley Marc Birkett |

|                                              |           |                                                              |
| Brown 8'08'’ Castrellón 27'57'’ Mena 36'39'’ | Marcatori | 3'32'’ Angellot 11'26'’ Jhonatan 21'42'’ Abril 33'02'’ Reyes |

| Arbitri: | Daniel Rodriguez Dario Santamaria Jose Hernandez |

|                                                                   |           |                           |
| Ricardinho 9'26'’, 13'51'’, 21'06'’ A. Coelho 25'32'’ Djô 34'33'’ | Marcatori | 10'49'’ (aut.) Ricardinho |

### Gruppo B
| Pos. | Squadra    | Pt | G | V | N | P | GF | GS | DR  |
| ---- | ---------- | -- | - | - | - | - | -- | -- | --- |
| 1.   | Russia     | 9  | 3 | 3 | 0 | 0 | 19 | 6  | +13 |
| 2.   | Thailandia | 6  | 3 | 2 | 0 | 1 | 14 | 12 | +2  |
| 3.   | Egitto     | 3  | 3 | 1 | 0 | 2 | 9  | 9  | 0   |
| 4.   | Cuba       | 0  | 3 | 0 | 0 | 3 | 7  | 22 | -15 |

| Arbitri: | Kamil Cetin Pascal Lemal Ondrej Cerny |

|                 |           |                                                                                       |
| Marrero 31'08'’ | Marcatori | 1'10'’ Elashwal 7'21'’, 30'41'’, 32'24'’ Eid 10'33'’ Mizo 17'51'’ Homos 22'40'’ Nader |

| Arbitri: | Cristian Espindola Dario Santamaria Jose Hernandez |

|                                                                              |           | |
| Thueanklang 18'34'’ Sornwichian 21'42'’ Chaemcharoen 21'51'’ Chudech 33'15'’ | Marcatori | 11'06'’ Davydov 15'43'’, 25'55'’ Lima 17'25'’ (aut.) Madyalan 24'54'’ Nijazov 25'44'’ (rig.) Šajachmetov |

| Arbitri: | Nurdin Bukuev Jianqiao Liu Khamis Hassan Alshamsi |

|              |           |                                                                            |
| Mizo 35'18'’ | Marcatori | 0'12'’ Davydov 1'03'’, 20'31'’ Lima 5'08'’, 30'28'’ Rômulo 17'11'’ Nijazov |

| Arbitri: | Adalbert Diouf Khalid Hnich Theodore Eyebe |

| |           |                                                                         |
| Thaijaroen 13'23'’ Sornwichian 14'24'’, 23'39'’ Thueanklang 19'58'’, 32'25'’, 39'32'’ Chudech 25'17'’ Wongkaeo 27'03'’ | Marcatori | 5'11'’, 24'09'’ Domínguez 7'17'’ Baquero 12'00'’ Marrero 18'39'’ Marino |

| Arbitri: | Kamil Cetin Fernando Gutierrez Lumbreras Christopher Sinclair |

|                  |           |                                    |
| Elashwal 36'31'’ | Marcatori | 5'09'’ (aut.) Eika 22'01'’ Jirawat |

| Arbitri: | Khamis Hassan Al Shamsi Rey Ritaga Nurdin Bukuev |

| |           |                   |
| Davydov 15'45'’ Čiškala 17'04'’ Nijazov 17'34'’ Šajachmetov 19'13'’ Lyskov 31'34'’ Milovanov 32'13'’ Abramovič 35'17'’ | Marcatori | 29'33'’ Hernández |

### Gruppo C
| Pos. | Squadra   | Pt | G | V | N | P | GF | GS | DR  |
| ---- | --------- | -- | - | - | - | - | -- | -- | --- |
| 1.   | Italia    | 9  | 3 | 3 | 0 | 0 | 11 | 3  | +8  |
| 2.   | Paraguay  | 6  | 3 | 2 | 0 | 1 | 17 | 9  | +8  |
| 3.   | Vietnam   | 3  | 3 | 1 | 0 | 2 | 5  | 11 | -6  |
| 4.   | Guatemala | 0  | 3 | 0 | 0 | 3 | 7  | 18 | -11 |

| Arbitri: | Bogdan Sorescu Marc Birkett Cedric Pelissier |

|                                                            |           |                                 |
| M. Nguyễn 19'04'’, 28'01'’, 28'48'’ V. Trần 39'04'’ (rig.) | Marcatori | 23'04'’ W. Ruiz 30'11'’ P. Ruiz |

| Arbitri: | Sergio Cabrera Ronny Castro Zumbado Jorge Antonio Florez Hernandez |

|                          |           |                                                            |
| J. Salas 7'18'’, 18'58'’ | Marcatori | 15'22'’ G. Lima 22'16'’ Romano 24'36'’ Kaká 31'37'’ Merlim |

| Arbitri: | Daniel Rodriguez Gean Telles Yuri Ferney Garcia Sanchez |

|                      |           |                                                           |
| Romano 7'03'’ (aut.) | Marcatori | 2'04'’, 18'39'’, 31'25'’ Fortino 3'28'’, 33'32'’ Leggiero |

| Arbitri: | Sasa Tomic Kamil Cetin Francisco Rivera |

| |           |                 |
| F. Martínez 2'18'’ J. Salas 10'32'’ E. Ayala 11'15'’ L. Trần 12'47'’ (aut.) R. Villalba 17'55'’ Rejala 33'28'’ Pedrozo 38'17'’ | Marcatori | 39'54'’ V. Trần |

| Arbitri: | Pascal Lemal Bogdan Sorescu Ondrej Cerny |

|                                                                  |           | |
| Arévalo 1'54'’ Enríquez 2'28'’ Mansilla 33'50'’ González 38'07'’ | Marcatori | 16'15'’, 17'17'’, 23'43'’ E. Ayala 18'04'’ Rejala 26'11'’ Pedrozo 34'23'’ Morel 35'17'’ H. Martínez 39'45'’ Franco |

| Arbitri: | Jose Katemo Adalbert Diouf Mohamed Hassan Hassan Ahmed Youssef |

|                               |           |  |
| G. Lima 4'41'’ Murilo 26'01'’ | Marcatori |  |

### Gruppo D
| Pos. | Squadra   | Pt | G | V | N | P | GF | GS | DR  |
| ---- | --------- | -- | - | - | - | - | -- | -- | --- |
| 1.   | Brasile   | 9  | 3 | 3 | 0 | 0 | 29 | 5  | +24 |
| 2.   | Ucraina   | 6  | 3 | 2 | 0 | 1 | 8  | 6  | +2  |
| 3.   | Australia | 3  | 3 | 1 | 0 | 2 | 5  | 16 | -11 |
| 4.   | Mozambico | 0  | 3 | 0 | 0 | 3 | 7  | 22 | -15 |

| Arbitri: | Carlos Gonzalez Christopher Sinclair Rex Kamusu |

|                           |           |                                                        |
| Calo 31'28'’ Dino 34'18'’ | Marcatori | 10'28'’ Barrientos 17'20'’ Cooper 18'34'’ G. Giovenali |

| Arbitri: | Nurdin Bukuev Tomohiro Kozaki Jianqiao Liu |

|                       |           |                                                        |
| Mych. Hrycyna 25'35'’ | Marcatori | 6'33'’ Rodrigo 9'13'’ Falcão 34'04'’ (aut.) O. Sorokin |

| Arbitri: | Marc Birkett Mohamed Hassan Hassan Ahmed Youssef Henry Humberto Gutierrez Gastagne |

|                     |           | |
| G. Giovenali 3'20'’ | Marcatori | 1'11'’ Rodrigo 7'16'’, 25'48'’ Fernandinho 11'16'’, 22'20'’, 38'55'’ Falcão 18'58'’ Bateria 24'29'’, 39'42'’ Dieguinho 27'16'’ Jé 38'10'’ (aut.) Lockhart |

| Arbitri: | Rex Kamusu Dario Santamaria Ronny Castro Zumbado |

|                                                                          |           |                          |
| O. Sorokin 0'45'’ Mych. Hrycyna 7'45'’ Ovsyannikov 24'08'’ Koval 36'46'’ | Marcatori | 18'11'’ Dino 18'49’ Calo |

| Arbitri: | Francisco Rivera Jorge Antonio Flores Hernandez Ronny Castro Zumbado |

|                  |           |                                                 |
| Zeballos 37'33'’ | Marcatori | 6'01'’ Žurba 34'29'’ Bondar 39'47'’ Ovsyannikov |

| Arbitri: | Rex Kamusu Lance Vanhaitsma Carlos Gonzalez |

| |           |                                                |
| Rodrigo 0'44'’, 6'41'’ Xuxa 1'22'’, 11'58'’ Dieguinho 12'08'’, 13'42'’ Jackson 15'41'’ Fernandinho 18'07'’, 29'39'’ Bateria 28'15'’ Ari 28'30'’, 31'14'’ Falcão 34'45'’ (rig.), 36'51'’, 37'22'’ | Marcatori | 15'11'’ (rig.) Mário 29'11'’ Magu 37'10'’ Dino |

### Gruppo E
| Pos. | Squadra        | Pt | G | V | N | P | GF | GS | DR  |
| ---- | -------------- | -- | - | - | - | - | -- | -- | --- |
| 1.   | Argentina      | 7  | 3 | 2 | 1 | 0 | 10 | 5  | +5  |
| 2.   | Kazakistan     | 6  | 3 | 2 | 0 | 1 | 13 | 2  | +11 |
| 3.   | Costa Rica     | 4  | 3 | 1 | 1 | 1 | 7  | 7  | 0   |
| 4.   | Isole Salomone | 0  | 3 | 0 | 0 | 3 | 5  | 21 | -16 |

| Arbitri: | Elvis Pena Yuri Ferney Garcia Sanchez Gean Telles |

|                                    |           |                                                                |
| Ragomo 35'42'’ (rig.) Bule 38'25'’ | Marcatori | 18'26'’, 32'05'’ (rig.) Paniagua 23'32'’ Chaves 36'02'’ Brenes |

| Arbitri: | Chris Colley Vahid Arzpeyma Rey Ritaga |

|                     |           |  |
| A. Vaporaki 19'22'’ | Marcatori |  |

| Arbitri: | Cristian Espindola Elvis Pena Cesar Malaga |

|                  |           |                                         |
| Paniagua 14'16'’ | Marcatori | 0'58'’ Douglas 15'48'’ Taku 20'21'’ Léo |

| Arbitri: | Lance Vanhaitsma Quoc Dung Truong Tomohiro Kozaki |

|                                                                                                   |           |                                            |
| Brandi 2'20'’ Basile 8'23'’ Borruto 10'45'’, 19'49'’, 27'59'’ Taborda 13'23'’ A. Vaporaki 30'26'’ | Marcatori | 5'09'’ Bule 11'57'’ Coleman 22'26'’ Ragomo |

| Arbitri: | Eduardo Fernandes Vahid Arzpeyma Nurdin Bukuev |

|                                 |           |                                |
| Cordero 18'49'’ Cubillo 29'14'’ | Marcatori | 30'32'’ Basile 34'30'’ Wilhelm |

| Arbitri: | Tomohiro Kozaki Khamis Hassan Al Shamsi Theodore Eyebe |

| |           |  |
| Dovgan 3'21'’ Knaub 8'24'’, 21'25'’ Douglas 15'39'’, 28'01'’ Léo 17'54'’ Taku 27'31'’, 29'22'’ Mun 28'54'’ Pengrin 37'03'’ | Marcatori |  |

### Gruppo F
| Pos. | Squadra     | Pt | G | V | N | P | GF | GS | DR |
| ---- | ----------- | -- | - | - | - | - | -- | -- | -- |
| 1.   | Spagna      | 9  | 3 | 3 | 0 | 0 | 13 | 6  | +7 |
| 2.   | Azerbaigian | 4  | 3 | 1 | 1 | 1 | 10 | 7  | +3 |
| 3.   | Iran        | 4  | 3 | 1 | 1 | 1 | 9  | 11 | -2 |
| 4.   | Marocco     | 0  | 3 | 0 | 0 | 3 | 6  | 14 | -8 |

| Arbitri: | José Francisco Katemo Katchingavisa Eduardo Fernandes Kamil Cetin |

|  |           |                                                                    |
|  | Marcatori | 14'25'’, 17'01'’, 32'59'’ Vassoura 28'32'’ Cardoso 30'48'’ Bolinha |

| Arbitri: | Cesar Malaga Jose Hernandez Dario Santamaria |

|                            |           |                                                                               |
| Hassanzadeh 27'12'’ (rig.) | Marcatori | 1'00'’ Lozano 6'34'’ J. Ruiz 16'12'’ (rig.), 32'34'’ Aicardo 26'09'’ Miguelín |

| Arbitri: | Alessandro Malfer Ondrej Ceney Pascal Lemal |

|                                 |           |                                                                           |
| Vassoura 2'45'’ Bolinha 39'23'’ | Marcatori | 4'13'’ (aut.), 13'44'’ (aut.) Vassoura 27'00'’ Fernandão 35'22'’ Miguelín |

| Arbitri: | Sergio Cabrera Bogdan Sorescu Jose Katemo |

|                                                                           |           |                                             |
| Tayebi 9'49'’ Javid 14'54'’ Hassanzadeh 16'00'’, 23'40'’ Tavakoli 17'03'’ | Marcatori | 15'32'’ Jouad 18'32'’ (rig.), 32'52'’ Habil |

| Arbitri: | Cesar Malaga Christopher Sinclair Alessandro Malfer |

|                                         |           |                                                    |
| Bolinha 1'28'’ Cardoso 21'37'’, 31'36'’ | Marcatori | 1'00'’ Esmaeilpour 20'31'’ Tavakoli 35'35'’ Tayebi |

| Arbitri: | Yuri Ferney Garcia Sanchez Gean Telles Elvis Pena |

|                                                       |           |                                          |
| Lozano 7'10'’, 32'47'’ Aicardo 16'12'’ Campos 18'19'’ | Marcatori | 13'12'’, 33'33'’ Habil 23'36'’ El Mazray |

### Confronto tra le terze classificate
| Gru. | Squadra    | Pt | G | V | N | P | GF | GS | DR  |
| ---- | ---------- | -- | - | - | - | - | -- | -- | --- |
| E    | Costa Rica | 4  | 3 | 1 | 1 | 1 | 7  | 7  | 0   |
| F    | Iran       | 4  | 3 | 1 | 1 | 1 | 9  | 11 | -2  |
| B    | Egitto     | 3  | 3 | 1 | 0 | 2 | 9  | 9  | 0   |
| C    | Vietnam    | 3  | 3 | 1 | 0 | 2 | 5  | 11 | -6  |
| A    | Panama     | 3  | 3 | 1 | 0 | 2 | 6  | 14 | -8  |
| D    | Australia  | 3  | 3 | 1 | 0 | 2 | 5  | 16 | -11 |

## Fase a eliminazione diretta

### Tabellone
|  | Ottavi di finale           | Ottavi di finale        |                            |       | Quarti di finale          | Quarti di finale          |                   |                   | Semifinali | Semifinali |  |  | Finale | Finale |
|  |                            |                         |                            |       |                           |                           |                   |                   |            |            |  |  |        |        |
|  | 20 settembre - Cali        |                         |                            |       |                           |                           |                   |                   |            |            |  |  |        |        |
|  |                            |                         |                            |       |                           |                           |                   |                   |            |            |  |  |        |        |
|  | Colombia                   | 0 (2)                   |                            |       |                           |                           |                   |                   |            |            |  |  |        |        |
|  | Colombia                   | 0 (2)                   | 24 settembre - Bucaramanga |       |                           |                           |                   |                   |            |            |  |  |        |        |
|  | Paraguay (dtr)             | 0 (3)                   |                            |       |                           |                           |                   |                   |            |            |  |  |        |        |
|  | Paraguay (dtr)             | 0 (3)                   | Paraguay                   | 3     |                           |                           |                   |                   |            |            |  |  |        |        |
|  | 21 settembre - Bucaramanga |                         | Paraguay                   | 3     |                           |                           |                   |                   |            |            |  |  |        |        |
|  |                            | Iran (dts)              | 4                          |       |                           |                           |                   |                   |            |            |  |  |        |        |
|  | Brasile                    | Iran (dts)              | 4                          | 4 (2) |                           |                           |                   |                   |            |            |  |  |        |        |
|  | Brasile                    |                         | 27 settembre - Medellín    | 4 (2) |                           |                           |                   |                   |            |            |  |  |        |        |
|  | Iran (dtr)                 | 4 (3)                   |                            |       |                           |                           |                   |                   |            |            |  |  |        |        |
|  | Iran (dtr)                 | 4 (3)                   | Iran                       | 3     |                           |                           |                   |                   |            |            |  |  |        |        |
|  | 20 settembre - Medellín    |                         | Iran                       | 3     |                           |                           |                   |                   |            |            |  |  |        |        |
|  |                            | Russia                  | 4                          |       |                           |                           |                   |                   |            |            |  |  |        |        |
|  | Russia                     | Russia                  | 4                          | 7     |                           |                           |                   |                   |            |            |  |  |        |        |
|  | Russia                     | 24 settembre - Cali     |                            | 7     |                           |                           |                   |                   |            |            |  |  |        |        |
|  | Vietnam                    | 0                       |                            |       |                           |                           |                   |                   |            |            |  |  |        |        |
|  | Vietnam                    | 0                       | Russia                     | 6     |                           |                           |                   |                   |            |            |  |  |        |        |
|  | 21 settembre - Medellín    |                         | Russia                     | 6     |                           |                           |                   |                   |            |            |  |  |        |        |
|  |                            | Spagna                  | 2                          |       |                           |                           |                   |                   |            |            |  |  |        |        |
|  | Spagna                     | Spagna                  | 2                          | 5     |                           |                           |                   |                   |            |            |  |  |        |        |
|  | Spagna                     |                         | 1º ottobre - Cali          | 5     |                           |                           |                   |                   |            |            |  |  |        |        |
|  | Kazakistan                 | 2                       |                            |       |                           |                           |                   |                   |            |            |  |  |        |        |
|  | Kazakistan                 | 2                       | Russia                     | 4     |                           |                           |                   |                   |            |            |  |  |        |        |
|  | 22 settembre - Bucaramanga |                         | Russia                     | 4     |                           |                           |                   |                   |            |            |  |  |        |        |
|  |                            | Argentina               | 5                          |       |                           |                           |                   |                   |            |            |  |  |        |        |
|  | Argentina (dts)            | Argentina               | 5                          | 1     |                           |                           |                   |                   |            |            |  |  |        |        |
|  | Argentina (dts)            | 25 settembre - Medellín |                            | 1     |                           |                           |                   |                   |            |            |  |  |        |        |
|  | Ucraina                    | 0                       |                            |       |                           |                           |                   |                   |            |            |  |  |        |        |
|  | Ucraina                    | 0                       | Argentina                  | 5     |                           |                           |                   |                   |            |            |  |  |        |        |
|  | 22 settembre - Cali        |                         | Argentina                  | 5     |                           |                           |                   |                   |            |            |  |  |        |        |
|  |                            | Egitto                  | 0                          |       |                           |                           |                   |                   |            |            |  |  |        |        |
|  | Italia                     | Egitto                  | 0                          | 3     |                           |                           |                   |                   |            |            |  |  |        |        |
|  | Italia                     |                         | 28 settembre - Cali        | 3     |                           |                           |                   |                   |            |            |  |  |        |        |
|  | Egitto (dts)               | 4                       |                            |       |                           |                           |                   |                   |            |            |  |  |        |        |
|  | Egitto (dts)               | 4                       | Argentina                  | 5     |                           |                           |                   |                   |            |            |  |  |        |        |
|  | 22 settembre - Medellín    |                         | Argentina                  | 5     |                           |                           |                   |                   |            |            |  |  |        |        |
|  |                            | Portogallo              | 2                          |       | Finale per il terzo posto | Finale per il terzo posto |                   |                   |            |            |  |  |        |        |
|  | Thailandia                 | Portogallo              | 2                          | 8     | Finale per il terzo posto | Finale per il terzo posto |                   |                   |            |            |  |  |        |        |
|  | Thailandia                 | 25 settembre - Cali     | 25 settembre - Cali        | 8     |                           |                           | 1º ottobre - Cali | 1º ottobre - Cali |            |            |  |  |        |        |
|  | Azerbaigian (dts)          | 25 settembre - Cali     | 25 settembre - Cali        | 13    |                           |                           | 1º ottobre - Cali | 1º ottobre - Cali |            |            |  |  |        |        |
|  | Azerbaigian (dts)          | Azerbaigian             | 2                          | 13    | Iran (dtr)                | 2 (4)                     |                   |                   |            |            |  |  |        |        |
|  | 21 settembre - Cali        | Azerbaigian             | 2                          |       | Iran (dtr)                | 2 (4)                     |                   |                   |            |            |  |  |        |        |
|  |                            | Portogallo              | 3                          |       | Portogallo                | 2 (3)                     |                   |                   |            |            |  |  |        |        |
|  | Portogallo                 | Portogallo              | 3                          | 4     | Portogallo                | 2 (3)                     |                   |                   |            |            |  |  |        |        |
|  | Portogallo                 |                         |                            | 4     |                           |                           |                   |                   |            |            |  |  |        |        |
|  | Costa Rica                 | 0                       |                            |       |                           |                           |                   |                   |            |            |  |  |        |        |
|  | Costa Rica                 | 0                       |                            |       |                           |                           |                   |                   |            |            |  |  |        |        |

### Ottavi di finale
| Arbitri: | Jorge Antonio Flores Hernandez Francisco Rivera Sergio Cabrera |

| |           |  |
| Čiškala 2'20’ Abramovič 9'23'’, 12'18'’ Abramov 17'56'’ Nijazov 21'01'’ Rômulo 29'44'’ Milovanov 36'02'’ | Marcatori |  |

| Arbitri: | Bogdan Sorescu Alessandro Malfer Eduardo Fernandes |

|                             |                      |                                     |
| Jhonatan Zúñiga Duque Otero | Tiri di rigore 2 – 3 | E. Ayala J. Salas A. Salas G. Ayala |

| Arbitri: | Ondrej Cerny Kamil Cetin Yuri Ferney Garcia Sanchez |

|                                                   |                      |                                                                     |
| Falcão 8'37'’, 12'38'’, 47'16'’ Dieguinho 28'56'’ | Marcatori            | 13'52'’ Tayebi 30'55'’ Kazemi 36'55'’ Hassanzadeh 47'34'’ Keshavarz |
| Rodrigo Ari Falcão                                | Tiri di rigore 2 – 3 | Hassanzadeh Sangsefidi Esmaeilpour                                  |

| Arbitri: | Vahid Arzpeyma Mohammreh Chris Colley Khamis Hassan Al Shamsi |

|                                                                                    |           |                                    |
| Lozano 2'50'’ Bebe 22'40'’ Nurǵojın 31'07'’ (aut.) Campos 38'58'’ Miguelín 39'34'’ | Marcatori | 4'55'’ Esenamanov 30'59'’ Nurǵojın |

| Arbitri: | Khalid Hnich Mohamed Hassan Hassan Ahmed Youssef Adalbert Diouf |

|                                                            |           |  |
| Ricardinho 4'25'’, 21'12'’ A. Coelho 25'52'’ Brito 26'50'’ | Marcatori |  |

| Arbitri: | Nurdin Bukuev Christopher Sinclair Tomohiro Kozak |

|                          |           |  |
| Cuzzolino 48'30'’ (rig.) | Marcatori |  |

| Arbitri: | Fernando Gutiérrez Lumbreras Liu Jianqiao Rex Kamusu |

| |           | |
| Suphawut 8'19'’, 12'17'’ Kritsada 17'44'’, 18'21'’, 25'12'’ Jirawat 21'43'’ Jetsada 36'30'’, 44'16'’ (rig.) | Marcatori | 3'27'’, 43'17'’ Vassoura 5'45'’, 12'49'’, 43'32'’, 47'23'’, 48'12'’ Fineo 13'36'’ Borisov 27'30'’, 28'56'’, 40'15'’ Bolinha 30'59'’ Poletto 48'33'’ Hüseynli |

| Arbitri: | Carlos González Daniel Rodríguez Elvis Peña |

|                                          |           |                                                 |
| Murilo 6'33'’, 34'22'’ Ercolessi 19'25'’ | Marcatori | 6'23'’, 18'36'’, 47'37'’ Elashwal 33'30'’ Essam |

### Quarti di finale
| Arbitri: | Marc Birkett Saša Tomić Fernando Gutiérrez Lumbreras |

|                                                          |           |                                                     |
| F. Martínez 12'59'’ J. Salas 19'33'’ R. Villalba 38'40'’ | Marcatori | 15'33'’, 49'37'’ Esmaeilpour 22'29'’, 35'35'’ Javid |

| Arbitri: | Gean Telles Dario Santamaria Daniel Rodríguez |

|                                                                                           |           |                                 |
| Čiškala 2'20'’, 14'52'’ E. Lima 18'41'’, 30'10'’ Fernandão 26'59'’ (aut.) Gustavo 38'21'’ | Marcatori | 2'33'’ Rivillos 5'42'’ Miguelín |

| Arbitri: | Alessandro Malfer Chris Colley Nurdin Bukuev |

|                                                                                      |           |  |
| Taborda 11'23'’ Stazzone 13'31'’ Basile 27'28'’ Cuzzolino 28'51'’ Battistoni 33'41'’ | Marcatori |  |

| Arbitri: | Sergio Cabrera José Francisco Katemo Katchingavisa Khalid Hnich |

|                                 |           |                                             |
| Bolinha 12'01'’ Eduardo 34'27'’ | Marcatori | 7'27'’ Djô 17'48'’ Matos 27'42'’ Ricardinho |

### Semifinali
| Arbitri: | Nurdin Bukuev Mark Birkett Christopher Sinclair |

|                                                       |           |                                                                    |
| Esmaeilpour 16'27'’ Hassanzadeh 29'12'’ Javid 39'49'’ | Marcatori | 16'27'’ Lyskov 22'21'’ Abramov 29'25'’ Šajachmetov 39'18'’ Čiškala |

| Arbitri: | Ondřej Černý Gean Telles Saša Tomić |

|                                                                                      |           |                         |
| Borruto 4'03'’ Stazzone 10'47'’ A. Vaporaki 11'38'’ Brandi 12'25'’ Cuzzolino 35'08'’ | Marcatori | 8'17'’ Ré 36'47'’ Brito |

### Finale 3º posto
| Arbitri: | Alessandro Malfer Tomohiro Kozaki Khalid Hnich |

|                                               |                      |                                                     |
| Kazemi 25'29'’ Javid 35'39'’                  | Marcatori            | 20'29'’, 20'48'’ Cardinal                           |
| Hassanzadeh Taheri Tayebi Kazemi Ahmadi Javid | Tiri di rigore 4 – 3 | Cardinal Brito Ricardinho B. Coelho A. Coelho Matos |

### Finale
| Arbitri: | Fernando Gutiérrez Lumbreras Daniel Rodríguez Nurdin Bukuev |

| |            | |
| E. Lima 15'23'’, 21'18'’, 39'41'’ (rig.) Lyskov 38'56'’ | Marcatori  | 15'49'’ A. Vaporaki 19'34'’ (rig.) Cuzzolino 21'35'’, 22'33'’ Brandi 38'19'’ C. Vaporaki                                                                                                   |
| · Gustavo 12 · Čiškala 6 · E. Lima 8 · Robinho 10 · Davydov 14 · Zamtaradze 1 · Šajachmetov 2 · Vikulov 3 · Lyskov 4 · Rômulo 5 · Milovanov 7 · Abramov 9 · Nijazov 11 · Abramovič 13 | Formazioni | · 1 Sarmiento · 6 Wilhelm · 9 Borruto · 11 Brandi · 14 Taborda · 2 Stazzone · 3 A. Vaporaki · 4 Battistoni · 5 Rescia · 7 Cuzzolino · 8 Basile · 10 C. Vaporaki · 12 Quevedo · 13 Mosenson |
| Sergej Skorovič | Allenatori | Diego Giustozzi |

## Premi
| Vincitore           |
| ------------------- |
| Argentina 1º titolo |

| 2º posto | Russia |

| 3º posto | Iran |

| 4º posto | Portogallo |

| Premio adidas Golden Shoe (miglior marcatore): | Trofeo FIFA Fair Play: | Premio adidas Golden Glove (miglior portiere): | Premio adidas Golden Ball (miglior giocatore):        |
| ---------------------------------------------- | ---------------------- | ---------------------------------------------- | ----------------------------------------------------- |
| 1º Ricardinho 2º Éder Lima 3º Falcão           | Vietnam                | Nicolás Sarmiento                              | 1º Fernando Wilhelm 2º Éder Lima 3º Ahmad Esmaeilpour |

## Arbitri
| Federazione | Arbitri                             |
| ----------- | ----------------------------------- |
| AFC         | Khamis Hassan Al Shamsi             |
| AFC         | Vahid Arzpeyma Mohammreh            |
| AFC         | Nurdin Bukuev                       |
| AFC         | Chris Colley                        |
| AFC         | Tomohiro Kozaki                     |
| AFC         | Liu Jianqiao                        |
| AFC         | Rey Ritaga                          |
| AFC         | Trương Quốc Dũng                    |
| CAF         | Adalbert Diouf                      |
| CAF         | Mohamed Hassan Hassan Ahmed Youssef |
| CAF         | Khalid Hnich                        |
| CAF         | José Francisco Katemo Katchingavisa |
| CAF         | Theodore Yves Eyebe Messoa          |
| CONCACAF    | Sergio Cabrera                      |
| CONCACAF    | Ronny Castro Zumbado                |
| CONCACAF    | Jorge Flores                        |
| CONCACAF    | Carlos González                     |
| CONCACAF    | Francisco Rivera                    |
| CONCACAF    | Lance Vanhaitsma                    |

| Confederation | Referees           |
| ------------- | ------------------ |
| CONMEBOL      | Cristian Espindola |
| CONMEBOL      | Yuri García        |
| CONMEBOL      | José Hernández     |
| CONMEBOL      | Cesar Malaga       |
| CONMEBOL      | Elvis Peña         |
| CONMEBOL      | Daniel Rodríguez   |
| CONMEBOL      | Dario Santamaria   |
| CONMEBOL      | Gean Telles        |
| CONMEBOL      | Henry Gutiérrez    |
| OFC           | Rex Kamusu         |
| OFC           | Chris Sinclair     |
| UEFA          | Marc Birkett       |
| UEFA          | Ondřej Černý       |
| UEFA          | Kamil Çetin        |
| UEFA          | Eduardo Fernandes  |
| UEFA          | Fernando Gutiérrez |
| UEFA          | Pascal Lemal       |
| UEFA          | Alessandro Malfer  |
| UEFA          | Cédric Pelissier   |
| UEFA          | Bogdan Sorescu     |
| UEFA          | Saša Tomić         |

## Statistiche

### Marcatori
12 goal
- Ricardinho

10 goal
- Éder Lima
- Falcão

7 goal
- Bolinha

6 goal
- Vassoura
- Suphawut Thueanklang

5 goal
- Fineo Araújo
- Dieguinho
- Abdelrahman Elashwal
- Ali Hassanzadeh

- Mahdi Javid
- Fernando Cardinal
- Ivan Čiškala
- Jirawat Sornwichian

Auto goal
2 goal
- Vassoura (contro Spagna)

1 goal
- Dean Lockhart (contro Brasile)
- Ibrahim Eika (contro Thailandia)
- Sergio Romano (contro Guatemala)

- Dáýren Nurǵojın (contro Spagna)
- Ricardinho (contro Uzbekistan)
- Fernandão (contro Russia)

- Nattawut Madyalan (contro Russia)
- Oleksandr Sorokin (contro Brasile)
- Trần Long Vũ (contro Paraguay)